# Saline County (Missouri)
Das Saline County ist ein County im US-amerikanischen Bundesstaat Missouri. Im Jahr 2020 hatte das County 23.333 Einwohner und eine Bevölkerungsdichte von 11,9 Einwohnern pro Quadratkilometer. Der Verwaltungssitz (County Seat) ist Marshall, das nach John Marshall benannt wurde, einem US-amerikanischen Politiker, Außenminister, Gründer des Constitutional Law und Vorsitzender Richter am Supreme Court of the United States („Oberster Gerichtshof der Vereinigten Staaten“).

## Geografie
Das County liegt im mittleren Nordwesten von Missouri am rechten Ufer des Missouri River. Es hat eine Fläche von 1980 Quadratkilometern, wovon 23 Quadratkilometer Wasserfläche sind. An das Saline County grenzen folgende Nachbarcountys:
| Carroll County   |               | Chariton County |
| Lafayette County |               | Howard County   |
|                  | Pettis County | Cooper County   |

## Geschichte
Das Saline County wurde 1820 gebildet. Benannt wurde es nach den in dieser Region vorkommenden Salzminen. Das heutige Saline County war vor der Vertreibung in die Reservationen eines der historischen Siedlungsgebiete der Missouri-Indianer.
Drei Orte im County haben den Status einer National Historic Landmark, der Arrow Rock Historic District, das George Caleb Bingham House und die Utz Site. 33 Bauwerke und Stätten des Countys sind insgesamt im National Register of Historic Places eingetragen (Stand 6. Februar 2018).

## Demografische Daten
Nach der Volkszählung im Jahr 2010 lebten im Saline County 23.370 Menschen in 8939 Haushalten. Die Bevölkerungsdichte betrug 11,9 Einwohner pro Quadratkilometer. In den 8939 Haushalten lebten statistisch je 2,41 Personen.
Ethnisch betrachtet setzte sich die Bevölkerung zusammen aus 90,6 Prozent Weißen, 5,5 Prozent Afroamerikanern, 0,7 Prozent amerikanischen Ureinwohnern, 0,6 Prozent Asiaten, 0,6 Prozent Polynesiern sowie aus anderen ethnischen Gruppen; 2,0 Prozent stammten von zwei oder mehr Ethnien ab. Unabhängig von der ethnischen Zugehörigkeit waren 8,5 Prozent der Bevölkerung spanischer oder lateinamerikanischer Abstammung.
22,6 Prozent der Bevölkerung waren unter 18 Jahre alt, 61,6 Prozent waren zwischen 18 und 64 und 15,8 Prozent waren 65 Jahre oder älter. 50,5 Prozent der Bevölkerung war weiblich.
Das jährliche Durchschnittseinkommen eines Haushalts lag bei 38.818 USD. Das Pro-Kopf-Einkommen betrug 18.581 USD. 19,1 Prozent der Einwohner lebten unterhalb der Armutsgrenze.

## Ortschaften im Saline County
| Citys                                                    | Citys                                                             | Villages                                                            | Villages                                                           |
| - Blackburn1 - Emma1 - Marshall - Miami                  | - Nelson - Slater - Sweet Springs                                 | - Arrow Rock - Gilliam - Grand Pass                                 | - Malta Bend - Mount Leonard                                       |
| Unincorporated Communities                               |                                                                   |                                                                     |                                                                    |
| - Blue Lick - Cambridge - Cretcher - Elmwood - Fairville | - Hardeman - Herndon - Marshall Junction - Montague Hill - Napton | - New Frankfort - Norton - Orearville - Ridge Prairie - Saline City | - Salt Springs - Sharon - Stanhope - West Glasgow - Wilton Springs |

1 – teilweise im Lafayette County

## Gliederung
Das Saline County ist in elf Townships eingeteilt:
| Township            | Einwohner (2010) | FIPS     |
| ------------------- | ---------------- | -------- |
| Arrow Rock Township | 793              | 29-02062 |
| Blackwater Township | 357              | 29-06202 |
| Cambridge Township  | 2431             | 29-10702 |
| Clay Township       | 419              | 29-14500 |
| Elmwood Township    | 654              | 29-22096 |
| Grand Pass Township | 562              | 29-28216 |

| Township           | Einwohner (2010) | FIPS     |
| ------------------ | ---------------- | -------- |
| Liberty Township   | 601              | 29-42320 |
| Marshall Township  | 14.595           | 29-46334 |
| Miami Township     | 582              | 29-47702 |
| Salt Fork Township | 341              | 29-65504 |
| Salt Pond Township | 2035             | 29-65522 |
|                    |                  |          |